# Robert Settekorn
Robert Hermann Settekorn (2. Juli 1855 in Quedlinburg – 1924 in Braunschweig) war ein deutscher Opernsänger (Bariton).

## Leben
Settekorns Vater war ein höherer Kanzlei-Beamter, der sich mit der Absicht seines Sohnes, sich der Bühne widmen zu wollen, nicht leicht einverstanden erklärte. Darum musste sich derselbe vorerst dem Bankfache widmen, in welchem er fünf Jahre tätig war, ohne je dem Gedanken an die Bühne völlig zu entsagen.
Er nahm auch eifrig Gesangsstunden, besuchte häufig das Leipziger Theater und erst in seinem 22. Lebensjahre konnte er den einförmigen Beruf des Bankbeamten aufgeben und sich der künstlerischen Laufbahn zuwenden. Seinen ersten Versuch wagte er nach dreijähriger, mit Eifer betriebenen musikalischen Ausbildung am Hamburger Stadttheater (Antrittsrolle: „Masetto“) (1880). Dann war er ein Jahr am Theater in Rotterdam tätig, kam von dort ans Stadttheater in Stettin (1882), wo er seine Studien noch weiter ergänzte, fand 1883 Engagement am Hoftheater in Coburg-Gotha und erhielt 1884 einen schätzenswerten Antrag ans Hoftheater in Braunschweig. Dort wirkte er bis 1902 und trat dort noch bis 1908 als Gast auf. Er war Mitglied der Braunschweiger Freimaurerloge Carl zur gekrönten Säule.
Gastspiele brachten ihn an die Hofoper von Wien (1885), an die Hoftheater von Weimar (1891) und Hannover (1902), an das Opernhaus von Leipzig (1904) und an das Theater des Westens Berlin (1904). Seine besten Darbietungen hatte er als Wagnerinterpret („Hans Sachs“, Fliegender Holländer, „Wolfram“, „Telramund“, „Alberich“ im Nibelungenring), als Titelheld in Verdis Rigoletto, als „Don Giovanni“ und als „Lord Ruthwen“ im Vampyr von Heinrich Marschner.
Er war zudem ein angesehener Konzert- und Oratoriensänger.